# Брашинский, Иосиф Беньяминович
Ио́сиф Беньями́нович Браши́нский (5 мая 1928, Таллин — 25 апреля 1982, Ленинград) — советский историк, археолог и эпиграфист, кандидат исторических наук, старший научный сотрудник Ленинградского отделения Института археологии АН СССР, исследователь античной истории и эпиграфики Северного Причерноморья, популяризатор науки.

## Биография
Родился в Таллине в зажиточной семье. Был старшим из трёх детей Беньямина Лейбовича Брашинского и Доры Иосифовны Левиной. После образования Эстонской ССР всю собственность семьи Брашинских конфисковали. Незадолго до начала войны женщины были высланы в поселок Кильмезь Кировской области, мужчины оправлены в ГУЛАГ. После войны И. Б. Брашинский вернулся в Эстонию. До 1947 года работал методистом культпросвета, заведующим библиотекой районного дома культуры, комендантом городского штаба МПВО и внештатным инструктором Пярнуского горкома комсомола. В Пярну жили его родные, которым было запрещено возвращаться в Таллин.
В 1947 году поступил на исторический факультет ЛГУ, специализировался по кафедре Древней Греции и Рима, где его учителями были В. Ф. Гайдукевич и К. М. Колобова. С 1949 годы выезжал с археологическими экспедициями в Северное Причерноморье. В 1952 году с отличием окончил университет. Работал в школах Ленинграда и Ленинградской области, преподавал всеобщую историю, историю КПСС, Конституцию СССР, логику и психологию. С 1956 года работал в Ленинградском отделении Института археологии АН СССР (ныне — Институт истории материальной культуры РАН) в должности научно-технического сотрудника, затем лаборанта, старшего лаборанта. С 1958 года — младший научный сотрудник.
В 1959 году защитил кандидатскую диссертацию «Афины и Северное Причерноморье в VI—IV вв. до н. э.». С 1963 года читал спецкурсы по истории и археологии Северного Причерноморья на истфаке ЛГУ. В 1965—1968 годах был учёным секретарем Комиссии по международным связям ЛОИА. Постоянно участвовал в археологических экспедициях ЛОИА на Боспоре под руководством В. Ф. Гайдукевича и в Ольвии под руководством А. Н. Карасева и Е. И. Леви. В 1966—1980 годах возглавлял Южно-Донскую экспедицию ЛОИА, исследовал Елизаветовское городище, вёл раскопки в Крыму, на Нижнем Дону. С 1968 — старший научный сотрудник, в том же году подготовил к защите докторскую диссертацию «Методы исследования античной торговли (На примере Северного Причерноморья)».
26 февраля 1982 года вновь вышел на защиту докторской диссертации «Проблемы и методы исследования античной торговли (по массовому археологическому материалу». Защита была провалена, по мнению коллег, по политическим соображениям. Ю. А. Виноградов пишет по этому поводу со ссылкой на Э. Д. Фролова: «Несмотря на положительные отзывы оппонентов и ведущей организации (из многочисленных отзывов, присланных в Ученый совет Института археологии, отрицательным был всего один!), голосование прошло по нужному кому-то сценарию. Слишком многие из членов Ученого совета воздержались от голосования, и таким образом соискатель не набрал нужных 2/3 голосов».
Скончался 25 апреля 1982 года. Похоронен на Комаровском кладбище (в пригороде Санкт-Петербурга).

#### Ученики
- Марченко Константин Константинович (1939—2020), советский и российский археолог, скифолог, доктор исторических наук.

## Научная деятельность
Основная сфера научных интересов — античная история, археология и эпиграфика Северного Причерноморья.
В монографии «Афины и Северное Причерноморье в VI—II вв. до н. э.» (1963), изданной на основе кандидатской диссертации, автор характеризует зарождение и развитие связей Афин с Северным Причерноморьем, начиная с в VI в. до н. э. и заканчивая периодом эллинизма (конец IV—II в. до н. э.). Исследователь рассматривает период персидского господства на Черноморских проливах и греко-персидских войн (конец VI — первая половина V в. до н. э.), останавливается на «Понтийской экспедиции» Перикла, особое внимание уделяет формированию первого Афинского морского союза и участию в нём городов Северного Причерноморья. Освещается развитие торговли и культурных связей в период Пелопоннесской войны. Исследователь подробно рассматривает борьбу Афин за торговый путь в Чёрное море в IV в. до н. э., когда экспорт пшеницы из Крыма и соседних регионов становится как никогда актуальным, и установление связей с Боспором, Ольвией и другими центрами Северного Причерноморья.
Работа «Методы исследования античной торговли (на примере Северного Причерноморья)» (1984) была издана по материалам докторской диссертации уже после смерти автора. В ней затрагиваются проблемные аспекты изучения античной торговли на основе археологических источников. Монография открывает новое направление в исследовании античной торговли массовыми товарами по археологическим данным. Автор обращается к проблеме локализации керамической тары, использовавшейся для транспортировки товаров, и рассматривает методы соотнесения её с основными центрами керамического производства, разрабатывает методику исследования керамической тары (анализирует клейма, соотношение клейменой и неклейменой керамики), изучает стандарты амфор синхронных групп для дальнейшего сравнения объёма импорта разных центров и определения значения каждого из них в торговле Причерноморья в целом и разных его районов, говорит о проблемах датировки керамической тары. В главе «Опыт исследования сравнительного объема торговли массовыми продуктами» даётся пример успешного применения методики на материалах Елизаветовского поселения на Дону, крупнейшего варварского центра торгового обмена, и Северо-Западного Причерноморья с такими важнейшими торговыми центрами, как Ольвия, Истрия, Каллатия, Томи, Тира, Никоний. Особое значение имеют объёмные приложения — метрологические характеристики остродонных амфор, археологические комплексы, содержащие разнотипные амфоры (комплексы синхронных амфор), синхронные группы амфор (по материалам закрытых археологических комплексов) — важные для применения методики на практике.
В научно-популярных работах «Сокровища скифских царей. Поиски и находки» (1967) и «В поисках скифских сокровищ» (1979) И. Б. Брашинский рассказывает об истории скифской археологии. Начиная с присоединения Крымского полуострова в XVIII в. и первых экспедиций, организованных академиком Василием Зуевым по поручению Санкт-Петербургской Академии наук, автор описывает раскопки скифских «царских» курганов: Чертомлык, Куль-Оба, Солоха, Гайманова могила, Толстая могила, курганная группа «Пять братьев», расположенная недалеко от Елизаветовского городища, курганное захоронение, обнаруженное в Мелитополе, останавливается на истории крупного мошенничества с так называемым скифским золотом — тиарой Сайтафарна.

## Основные работы
Книги
- Афины и Северное Причерноморье в VI—II вв. до н. э. — М.: Изд-во АН СССР, 1963. — 176 с.
- Сокровища скифских царей. Поиски и находки. — М.: Наука, 1967. — 128 с.
- В поисках скифских сокровищ / отв. ред. Б. Б. Пиотровский. — Л.: Наука, 1979. 144 с. (в сер. «Страницы истории нашей Родины»)
  - В поисках скифских сокровищ / пер. с рус. Ю. Селиранд. — Таллин: Валгус, 1983. — 142 с.
- Греческий керамический импорт на Нижнем Дону в V—III вв. до н. э. — Л.: Наука, 1980. — 268 с.
- Методы исследования античной торговли (на примере Северного Причерноморья). Л.: Наука, 1984. — 248 с.

Статьи
- К вопросу о положении Нимфея во второй половине V в. до н. э. // Вестник древней истории. 1955. № 2. С.148-161;
- Новые материалы к датировке курганов скифской племенной знати Северного Причерноморья // Eirene. Praha, 1965. 4. C. 89-110;
- Новые архитектурные терракотовые украшения из Ольвии // Культура античного мира / под ред. А. И. Болтуновой. М.: Наука, 1966. С. 47-52;
- Новые зарубежные исследования по керамической эпиграфике // СА. 1966. № 2. С. 332—340;
- Новые материалы к изучению экономических связей Ольвии // Archeologia. 1968. 19. С. 45-60;
- Новые данные о греческом импорте на Нижнем Дону (по материалам Елизаветовского городища и могильника) // КСИА. 1970. Вып. 124. С. 12-18;
- Некоторые вопросы методики исследования импорта товаров в керамической таре в античное Причерноморье // Методика археологических исследований и раскопки археологических памятников / КСИА. Вып. 148. М., 1977. С. 10-16;
- Строительные комплексы Елизаветовского городища на Дону // СА. 1978. № 2. С. 204—221 (в соавт. с К. К. Марченко);
- Некоторые проблемы греческой колонизации // Проблемы греческой колонизации Северного и Восточного Причерноморья. Тбилиси, 1977. С. 29-46 (в соавт. с А. Н. Щегловым);
- Elisavetovskoje. Skythische Stadtim Don-Delta // Materialen zur Allgemeinen und Vorgleichenden Archäologie. München: Verlag C. H. Beck, 1984. Bd 27. 82 s. (with K.K. Marchenko)